# 藤原忠衡
藤原 忠衡（ふじわら の ただひら）は、平安時代末期、鎌倉時代初期の奥州藤原氏の武将。奥州藤原氏第3代当主藤原秀衡の三男。第4代当主藤原泰衡の異母弟ですぐ下の弟。秀衡の館柳之御所にほど近い泉屋の東を住まいとしていた。父の遺言である義経保護を強く主張し、その扱いを巡り泰衡と対立、誅殺された。

## 略歴

### 父の死と遺言
文治3年（1187年）10月29日、父・秀衡は平泉に庇護していた源義経を主君として推戴し、兄弟心を一つにして鎌倉の源頼朝に対抗するよう遺言して没した。

### 義経の死と忠衡の誅殺
忠衡は父の遺言を守り、義経を大将軍にして頼朝に対抗しようと主張するが、兄の泰衡は頼朝の圧力に屈して、義経とその妻子・主従を殺害。文治5年（1189年）6月13日、泰衡は義経の首を酒に浸して鎌倉へ送り恭順の意を示した。しかし、頼朝の目的は背後を脅かし続けていた奥州藤原氏の殲滅にあり、これまで義経を匿ってきた罪は反逆以上のものとして泰衡追討の宣旨を求めるとともに全国に動員令を発した。鎌倉方の強硬姿勢に動揺した奥州では内紛が起こり、忠衡は父の遺言を破った泰衡に対して反乱を起こした（或いは反乱を計画した）と考えられ、忠衡は義経に同意した として、意見が対立した泰衡によって誅殺された（『吾妻鏡』文治5年6月26日条）。享年23。更に『尊卑分脈』の記述によれば、五弟で忠衡の同母弟とされる通衡も共に討たれている。「奥州に兵革あり」と記録されている事から、忠衡の誅殺には軍事的衝突を伴ったと見られる。

## 死後
妻の藤の江（信夫荘司・佐藤基治娘）は、忠衡の菩提を弔うため、薬師如来像を奉納して出家し、妙幸比丘尼と称した。

## 「忠衡の首」という誤認
中尊寺金色堂内の秀衡の棺内に保存されている首は寺伝では忠衡のものとされ、首桶が入っていた木箱にも「忠衡公」と記されていた。
1950年（昭和25年）の実見調査で確認された晒首痕跡から、16箇所もの切創や刺創が認められた。なかでも鼻と耳を削がれ、眉間から鼻筋を通り上唇まで切り裂かれた痕跡が確認され、この痕跡と首には眉間と後頭にある直径約1.5cmの小孔が18cmの長さで頭蓋を貫通した傷跡があり、八寸（24cm）の釘を打ち付けたとする『吾妻鏡』の「泰衡の首級は眉間に鉄釘を打ち付けられた」という記述と一致したため、現在では兄・泰衡のものとするのが定説化している。
このような誤伝がなされていたのは、義経の「判官贔屓」の影響とされる。つまり、「父の遺言を守り悲劇の英雄・義経を支持した忠衡こそ、真の4代目たるべし」という心情である。また、「逆賊（謀反人）の汚名を被った泰衡が、鎌倉軍が管理していた金色堂に納められる訳がない」という長年受け継がれてきた思い込みからの推測も理由として挙げられる。研究者の間では謀反人である泰衡が葬られることを近親者（樋爪俊衡・季衡との推測がある）が憚ったため、首の主を「忠衡」ということにしたという憶測もある。

## 子孫に関する伝承
『岩手県姓氏歴史人物大辞典』には、「奥州藤原氏系の中野氏は、祖先は藤原秀衡の三男藤原忠衡の子孫が北海道に居住」と書かれている。つまり姓氏に関する限り、忠衡に近い血脈の人物が蝦夷に逃れた事になる。
忠衡生存伝説があり、義経主従と共に文治4年春、平泉を出立した一行の中に忠衡と3人の息子が含まれていたという。寛永4年（1627年）、三戸南部氏の利直（南部利直）遠野郷に八戸南部氏を移封したとき、（以後、遠野南部氏と呼ぶ）遠野南部氏の家臣に武藤氏という者姓のいたそうといい、武藤家に伝わる言い伝えが『遠野風土草』に記載されており、それによると、この武藤家の先祖は奥州平泉の藤原秀衡の三男忠衡の息子（三男）・助衡としている。助衡はその後、関東に出て武蔵野国に居を構え、源実頼に仕え、姓を武蔵に住む藤原氏ゆえに「武藤」と称したと伝えられている。その子孫は甲斐源氏武田氏に仕えたこともあったようだが、同じ源氏の甲斐南部氏が八戸根城を本拠とし下向し、八戸南部氏を称するや、その家臣新田氏に仕え一緒に下向したという。
他にも忠衡生存伝説があり、やはり3人の息子が一緒だったことは共通している。ただ三男（名前は不明）は、北行の途中、下閉伊郡川井村の落人の里に江撃という集落があり、そこに四十七代の家系を誇る「泉沢家」という旧家があり、ここに幼い三男を残し“上館”に住まわせたと伝えられており、近年までそれを示す家伝書が遺っていたそうである（現在は不明）。この説では、二男、長男も登場して、二男は下閉伊郡野田村に置いて「泉田」を称したが、のちに母方の姓を名乗って「中野」を称している。この野田村に残った二男の中野家には「義経直筆の般若経」や「弁慶直筆の書」などと共に「先祖之由来」と題した古文書まで遺されているという。
この古文書には、古い形式の漢文で、それには、
「我が大祖は・・略・・泉三郎忠衡也。・・略・・義経主従和泉三郎等御共奉る」などと記されている事柄が判読出来るという。
長男は久慈市の吉田城に配して「吉田権之助泰行」と称させたと伝わっている。3人の子供をそれぞれの地に配した忠衡は、心置きなく義経主従と共に北に向かう旅路に就いたと伝承されている。
また、臼杵藩帰参家の佐藤氏系図によれば、忠衡の妾が、熱田神宮に潜入して生まれた敏衡という男子が匿われて育ち、加藤氏の祖になったとあり、
忠衡―敏衡―親敏―忠之―親衡―正之―正房
と上記の家系が続いたという。
また、石川県能登地方には忠衡が能登に逃れて泉家の祖となったという伝承があり、県木のアテはこのとき忠衡が奥州からもたらしたもの、あるいは後代に子孫である当時の泉家当主が先祖の地から持ち帰ったものという説がある。

## 関連作品
- 『炎立つ』（1993年-1994年、NHK大河ドラマ、演：角田英介（少年時代：嶺岸和城））